# Theoria
Theoria är en filosofisk facktidskrift som publicerar forskningsartiklar och recensioner inom filosofins alla delområden. Tidskriften har undertiteln A Swedish Journal of Philosophy och grundades 1935 av Åke Petzäll. Till en början tog Theoria in artiklar på engelska, tyska och franska, de första två åren även på svenska, men sedan 1962 är engelska det enda accepterade språket. 
Många svenska och nordiska filosofer har publicerat sig i Theoria, bland andra Axel Hägerström, Gunnar Oxenstierna, Ingemar Hedenius, Anders Wedberg, Stig Kanger, Arne Næss, Georg Henrik von Wright, Eino Kaila, Svend Ranulf och Alf Ross. Även internationella stora namn finns representerade i tidskriften. På 1970-talet var Theoria högt ansedd som tidskrift för artiklar inom modallogik, och även idag har tidskriften ett internationellt gott renommé. Sedan 2008 publiceras Theoria av Wiley-Blackwell.
Theoria är den enda filosofiska tidskrift med redaktion i Sverige som tillämpar peer review. Tidskriften utkommer med fyra nummer om året (3 nr/år till och med 2004). Tidskriftens tidigare chefredaktörer har varit
| 1935–1957 | Åke Petzäll                                 |
| 1957–1964 | Konrad Marc-Wogau                           |
| 1965–1969 | Sören Halldén, Mats Furberg och Dag Prawitz |
| 1969–1978 | Krister Segerberg                           |
| 1978–1994 | Bengt Hansson                               |
| 1995–1998 | Wlodek Rabinowicz                           |
| 1999–     | Sven Ove Hansson                            |

Sedan 1999 är Sven Ove Hansson chefredaktör. Hansson är professor i filosofi vid KTH.

## Några notabla artiklar i Theorias historia
- Carl G. Hempel, Le problème de la vérité, Theoria 3, 1937, 206–244.
- Ernst Cassirer, Was ist "Subjektivismus"?, Theoria 5, 1939, 111–140.
- Alf Ross, Imperatives and Logic, Theoria 7, 1941, 53–71.
- Georg Henrik von Wright, The Paradoxes of Confirmation, Theoria 31, 1965, 255–274.
- Per Lindström, First Order Predicate Logic with Generalized Quantifiers, Theoria 32, 1966, 186–195.
- Per Lindström, On Extensions of Elementary Logic, Theoria 35, 1969, 1–11.
- Richard Montague, Universal Grammar, Theoria 36, 1970, 373–398.
- Michael E. Ruse, The Revolution in Biology, Theoria 36, 1970, 1–22.
- David Kellogg Lewis, Are We Free to Break the Laws?, Theoria 47, 1981, 113–121.
- Carlos E. Alchourrón & David Makinson, On the Logic of Theory Change: Contraction Functions and their Associated Revision Functions, Theoria 48, 1982, 14–37.
- W.V. Quine, Assuming Objects, Theoria 60, 1994, 171–183.
- Donald Davidson, On Quine's Philosophy, Theoria 60, 1994, 184–192.
- Donald Davidson & W.V. Quine, Exchange Between Donald Davidson and W.V. Quine Following Davidson's Lecture, Theoria 60, 1994, 226–231.
- Michael Dummett, Bivalence and Vagueness, Theoria 61, 1995, 201–216.
- Lars Bergström, Reflections on Consequentialism, Theoria 62, 1996, 74–94.
- David Kellogg Lewis, Rights to Rights, Theoria 69, 2003, 160–165.
- Saul Kripke, Frege's Theory of Sense and Reference: Some Exegetical Notes, Theoria 74, 2008, 181–218.